# 亞洲小爪水獺
亞洲小爪水獺，又名小爪水獺，是一種小型水獺。主要分佈於孟加拉國、印度、中國、中南半島、馬來半島、印度尼西亞和菲律賓等地區的濕地附近。
亞洲小爪水獺一般體長0.9米（包括尾巴），體重可達5公斤。以魚、蛙、蟹、螯蝦和貝類為食。

## 亚种
亞洲小爪水獺包括两个亚种（Pocock 1941）
- 小爪水獭滇琼亚种（学名：Aonyx cinerea concolor），Rafinesque于1832年命名。分布于印度东北部，缅甸，苏门答腊等地。该物种的模式产地在阿萨姆。[2]
- A. c. nirnai，分布于印度南部丘陵地带。

## 圖片

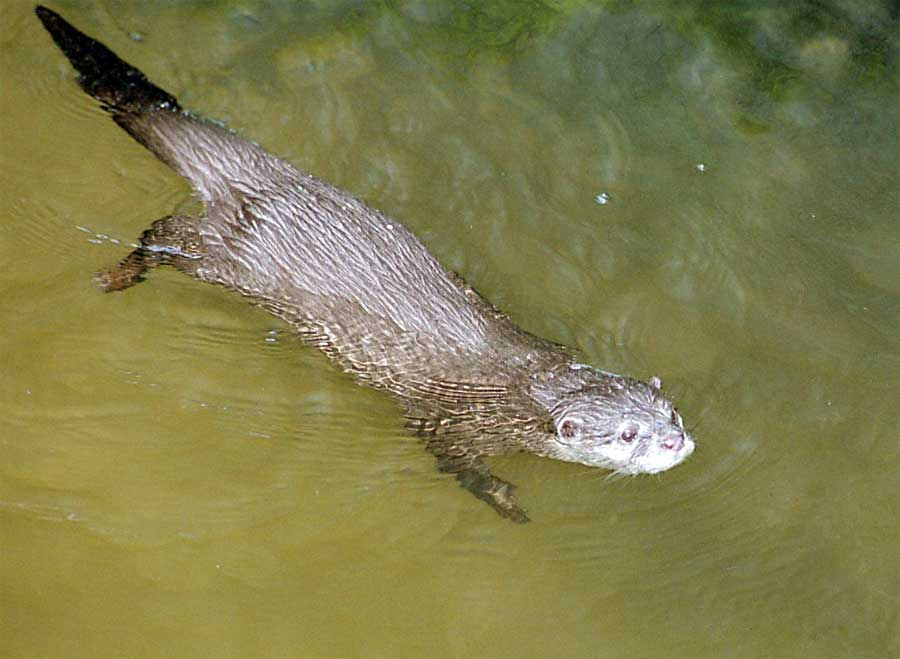
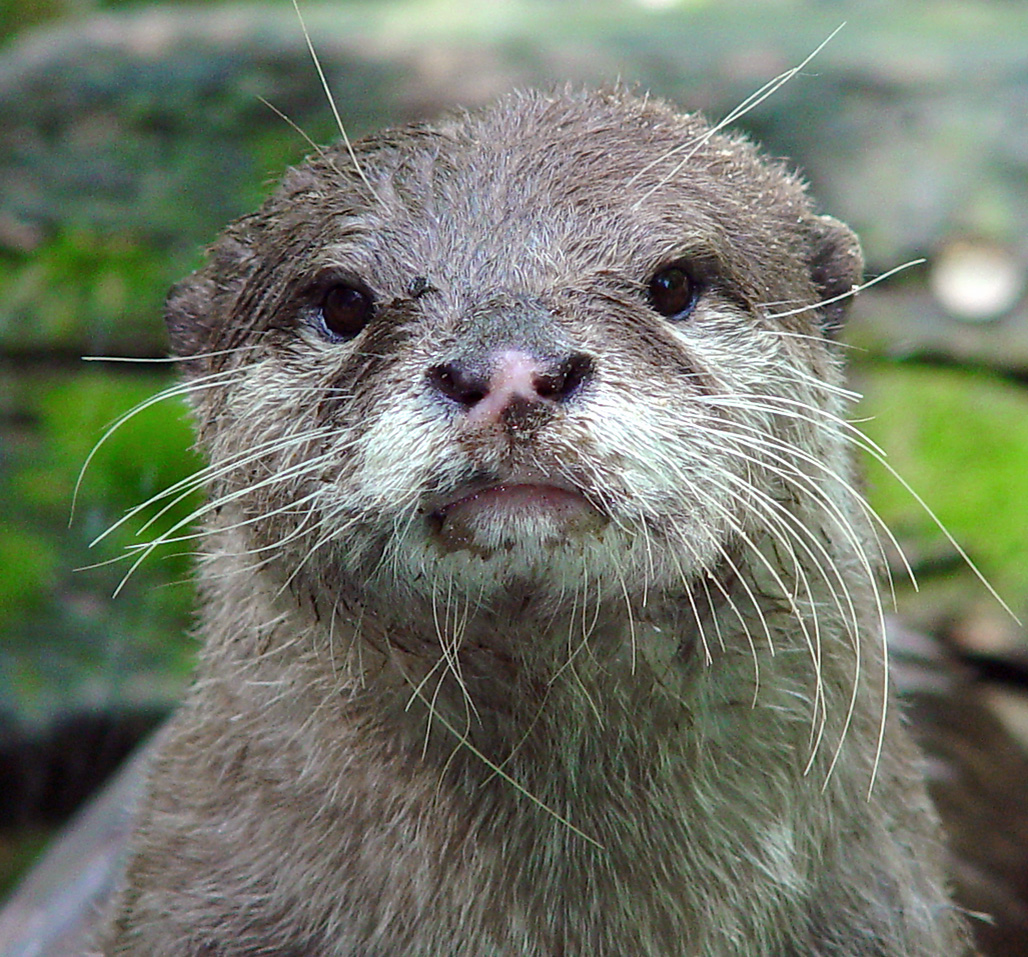
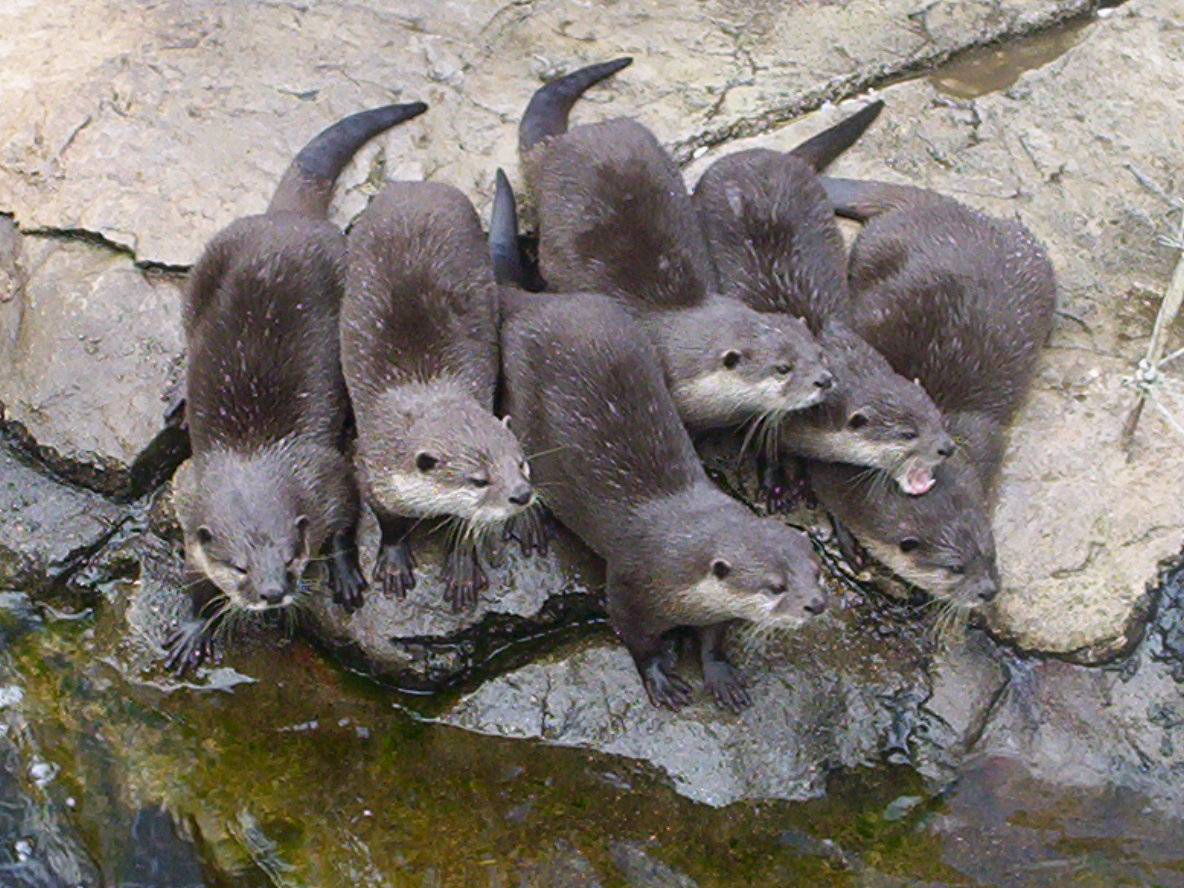

## 保护
- 中国国家重点保护动物等级：二级
- 中国濒危动物红皮书等级：濒危

有面臨絕種的問題

## 延伸閱讀
- Payne, J., Francis, C.M., and Phillipps, K. 1994. A Field Guide to the Mammals of Borneo. Kota Kinabalu: The Sabah Society.

## 外部連結
- Asian Small-clawed Otter-Perth Zoo
- 澳洲動物園增添新成員 軟綿綿水獺寶寶初亮相 （页面存档备份，存于）
- Otternet: Species Profile. Oriental Small Claw Otter
- Animal Diversity Web: Aonyx cinerea, Oriental small-clawed otter（页面存档备份，存于）
- The Big Zoo: Asian Small-Clawed Otter, Aonyx cinerea
- National Zoological Park: Asian Small-Clawed Otter （页面存档备份，存于）
- SeaWorld: Otters （页面存档备份，存于）